# Кованґ
Кованґ — село в окрузі Мустанг і колишній комітет сільського розвитку (VDC) у зоні Дхавалагірі на півночі Непалу. На момент перепису 1991 року в Непалі проживало 659 осіб, які проживали в 170 окремих домогосподарствах.
VDC було скасовано разом з іншими VDC у березні 2017 року (замінені сільськими муніципалітетами), ставши частиною сільського муніципалітету Тасанґ, тоді як зона Дхавалагірі була скасована разом з іншими зонами (замінені провінціями) у 2015 році, ставши частиною Провінції Гандакі.